# Кутувр
Кутувр (фр. Coutouvre) насеље је и општина у источној Француској у региону Рона-Алпи, у департману Лоара која припада префектури Роан.
По подацима из 2011. године у општини је живело 1105 становника, а густина насељености је износила 50,53 становника/km². Општина се простире на површини од 21,87 km². Налази се на средњој надморској висини од 450 метара (максималној 538 m, а минималној 303 m).

## Демографија
| 1962. | 1968. | 1975. | 1982. | 1990. | 1999. | 2011. |
| ----- | ----- | ----- | ----- | ----- | ----- | ----- |
| 875   | 892   | 1.011 | 1.084 | 1.052 | 1.024 | 1.105 |

График промене броја становника у току последњих година